# Reed Sheppard
Isaiah Reed Sheppard (* 24. Juni 2004 in London (Kentucky)) ist ein US-amerikanischer Basketballspieler.

## Werdegang
Sheppard gehörte als Schüler in seiner Heimatstadt der Basketballmannschaft der North Laurel High School an. Im Jahr 2023 erhielt er im US-Bundesstaat Kentucky die Auszeichnung Mr. Basketball.
Er wechselte 2023 an die University of Kentucky. Sheppard wurde sofort Leistungsträger der Hochschulmannschaft und kam im Laufe der Saison 2023/24 in 33 Einsätzen auf einen Mittelwert von 12,5 Punkten je Begegnung. Er führte die von Trainer John Calipari betreute Mannschaft als bester Vorlagengeber an. Im April 2024 gab Sheppard seinen Entschluss bekannt, die University of Kentucky zu verlassen und ins Profigeschäft zu wechseln. Ihm wurde in Hinblick auf das NBA-Draftverfahren im Juni 2024 in mehreren Ranglisten vorausgesagt, als einer der ersten fünf Spieler ausgewählt zu werden. Das bestätigte sich, als die Houston Rockets Sheppard an dritter Stelle aufrufen ließen und sich somit seine Dienste sicherten.

### Persönliches
Sheppards Eltern spielten beide Basketball an der University of Kentucky. Sein Vater Jeff war anschließend in seinem Heimatland sowie in Italien als Berufsbasketballspieler tätig.